# 隱形女俠
隱形女（英語：Invisible Woman），本名為蘇珊·斯湯·李察士（Susan Storm Richards），是出現在漫威漫畫中的虛構超級英雄。由史丹·李及杰克·科比所創作，首次出現於《驚奇4超人》#1（1961年11月）。她是神奇四俠的成員，霹靂火的姐姐。

## 英雄來歷
蘇珊·斯湯·李察士（Susan Storm Richards）和其他神奇四俠的成員一樣，在一次執行太空任務的途中被宇宙射線改變了身體結構，突然遭到了宇宙射線的放射意外地得到超能力。最初她只能控制光波，令到她自己和其他人隱形。但之後她已經可以操縱她所創造的隱形力場，更可以高速飛行，控制物体的活動和發射出強而有力的能量盾和武器。

## 外形簡介
一位金髮藍眼的少女，因此成為眾多反派亟欲俘虜的目標，其中Mole Man和他的矮人就成功抓到隱形女。他們矇住隱形女的眼睛讓她的超能力失效，並把她帶到地底下。

## 能力
隱形女能控制光波和令自己和其他人隱形。隱形女亦可以創造出隱形的力場，並借助力場托起自己或他人與其他物體飛行移動，隱形力場具有高度的防禦能力，並能隨心意施加在任意目標上進行防護，隱形女借助力場展現出具有超級力量，類似念力的效果，亦能以力場控制其他能量。

## 漫畫歷史
隱形女俠首先在《神奇四俠》這本漫畫中現身，而在最初的她只有隱形能力，所以在神奇四俠這個團體執行任務中，她只能幫到很少的忙，特別是在和其他的隊員的能力比較之下。後來，這本漫畫的作者才把隱形女俠的能力擴大，給予她能將其他物體和人物隱形的能力，更能創造一個強大的力場以及發出超聲衝擊波。儘管她的能力已經提高了不少，她的角色仍然是神奇先生的助手和隊中的二把手。但這個情況在John Byene接手這本漫畫後開始改變。在他的創作下，隱形女俠在運用她的能力更加自信和斬釘截鐵，並已經成為一個多才多藝和令人難忘的角色。（舉例說，她發現自己可以用創造的力場透過空氣去操縱物體，阻擋敵人攻擊和令敵人不能移動，或者是執行遠距離的攻擊。）蘇珊用隱形女俠作為她的假名，並已經成為公認在驚奇漫畫中最強的其中的一個英雄人物。

## 其他媒體

### 電影
- 《神奇4俠》（1994年）：由麗貝卡·斯塔巴（英语：Rebecca Staab）飾演[1][2]。

- 神奇四俠系列電影
  - 《神奇4俠》（2005年）：由潔西卡·艾巴飾演蘇·史東／隱形女[3] 。
  - 《神奇4俠：銀魔現身》（2007年）：由潔西卡·艾芭回歸飾演蘇·史東／隱形女。
  - 《神奇4俠》（2015年）：由凱特·瑪拉飾演蘇·史東／隱形女[4][5][6][7][8]。

- 漫威電影宇宙：由凡妮莎·寇比飾演828號宇宙的蘇·史東／隱形女。
  - 《驚奇4超人：第一步》（2025年）[9]
  - 《復仇者聯盟：末日之戰》（2026年）

### 遊戲
- 《漫威：未來之戰》：手機遊戲，隱形女俠是玩家可使用角色之一。
- 《漫威超級戰爭》
- 《漫威爭鋒》：由楊素汐（英语：Suzie Yeung）配音。

## 外部連結
- （英文） 隱形女俠 （页面存档备份，存于） at the Marvel Universe wiki